# Agrochola hippophaeana
Agrochola hippophaeana är en fjärilsart som beskrevs av Johann August Ephraim Goeze. Agrochola hippophaeana ingår i släktet Agrochola och familjen nattflyn. Inga underarter finns listade i Catalogue of Life.